# HD140393
HD140393 — хімічно пекулярна зоря спектрального класу A0, що має видиму зоряну величину в смузі V приблизно 10,7.
Вона  розташована на відстані близько 7765,6 світлових років від Сонця.

## Пекулярний хімічний склад
Зоряна атмосфера HD140393 має підвищений вміст 
Eu
.